# Либертарианские взгляды на иммиграцию
Либертарианская точка зрения на иммиграцию часто рассматривается как одна из основных концепций либертарианской теории и философии. Среди либертарианцев существуют значительные разногласия по поводу того, какая позиция по отношению к иммиграции лучше всего соответствует либертарианским принципам. Одни считают, что ограничения на иммиграцию являются нарушением прав иммигрантов и других владельцев собственности и представляют собой угрозу свободе личности. Другие утверждают, что открытые границы равносильны политике принудительной интеграции со стороны государства, и что защита прав владельцев собственности требует от нынешних правительств принятия гораздо более дискриминационной политики в отношении тех, кому разрешен въезд в страну.

## Либертарианские сторонники свободной иммиграции
Самуэль Эдвард Конкин III пропагандирует нелегальную иммиграцию как ключевую часть контрэкономики.
Экономист и теоретик либертарианства Уолтер Блок утверждает, что ограничения на иммиграцию несовместимы с либертарианством. По его мнению, государственные границы являются произвольными и насильственно навязанными, и поэтому не могут служить оправданием для ограничения передвижения иммигрантов или эмигрантов. В соответствии с либертарианскими принципами, Блок считает, что иммиграция должна быть разрешена в той мере, в какой она не подразумевает агрессии. Там, где есть владелец собственности, готовый принять иммигранта, у третьих лиц нет оснований для жалоб.
Далее Блок утверждает, что несовершенные нынешние условия навязанных государством миграционных барьеров не дают либертарианцам права выступать против открытой иммиграции. Он считает, что либертарианцы не должны пытаться приблизиться к тому, что было бы в либертарианском обществе, а должны отстаивать ту политику, которая напрямую согласуется с принципом ненападения. Это подразумевает противодействие государственным иммиграционным барьерам и возвращение владельцам собственности права решать, кто может или не может входить на их территорию. Блок также считает, что аргументы в пользу того, что иммиграция подорвет национальные институты или культуру, не могут быть приняты на либертарианских основаниях. Если ни один из этих эффектов иммиграции не связан с физическим вторжением в собственность, то, по мнению Блока, либертарианцы неоправданно встречают мирных иммигрантов силой.
Либертарианский автор Джейкоб Хорнбергер, сторонник более свободной иммиграционной политики, утверждает, что открытые границы — единственная либертарианская иммиграционная позиция.
Либертарианский Институт Катона уже более сорока лет выступает за либерализацию иммиграции и часто критикует существующую систему как устаревшую, несправедливую и зачастую злонамеренно задуманную.
Политический философ Адам Джеймс Теббл утверждает, что более открытые границы способствуют экономическому и институциональному развитию более бедных стран, отправляющих мигрантов, что противоречит критике миграции как «утечки мозгов».

## Либертарианские сторонники ограниченной иммиграции
Либертарианский теоретик и экономист Мюррей Ротбард подошел к вопросу об иммиграции через призму частной собственности. В книге «Этика свободы» Ротбард утверждал, что вопрос иммиграции может быть адекватно решен в либертарианском обществе, где все улицы и земля будут находиться в частной собственности. Иммиграция будет разрешена и поощряться в той мере, в какой найдутся владельцы собственности, готовые принять иммигрантов и разрешить им передвигаться по своим частным дорогам. Ротбард считал, что это приведет к разнообразной организации миграции, отражающей отношение и желания владельцев собственности в том или ином районе.

Взгляды Ротбарда на иммиграцию изменились позднее, когда он стал более определенно утверждать, что анархо-капиталистическая модель не подходит для неограниченной иммиграции. Он утверждал, что политика открытой иммиграции, проводимая государством, противоречит свободе:
«Полностью приватизированная страна будет настолько „закрытой“, насколько этого захотят конкретные жители и владельцы собственности. Поэтому кажется очевидным, что режим открытых границ, который де-факто существует в США, на самом деле представляет собой принудительное открытие центральным государством, государством, отвечающим за все улицы и общественные земельные участки, и не отражает подлинных желаний собственников».
Ханс-Герман Хоппе, ученик Ротбарда и другой влиятельный либертарианский мыслитель и экономист, хорошо известен своей критикой неограниченной иммиграции. Он утверждает, что нет никакой непоследовательности в том, чтобы выступать за свободную торговлю товарами и в то же время отстаивать политику ограниченной иммиграции. По его мнению, свободная торговля всегда подразумевает наличие желающего покупателя и желающего продавца. Это не так в случае с иммиграцией, когда иммигранты могут перемещаться по общественным дорогам по собственной воле и в места, где им не всегда рады, что равносильно принудительной интеграции. Как утверждает Хоппе в своей статье «The Case for Free Trade and Restricted Immigration», «именно абсолютная добровольность человеческого объединения и разделения — отсутствие любой формы принудительной интеграции — делает возможными мирные отношения — торговлю — между расово, этнически, лингвистически, религиозно или культурно отличными людьми». Более того, Хоппе подчеркивает, что политический климат в западных демократиях сделал ситуацию еще более тяжелой, поскольку политика благосостояния этих стран подразумевает, что иммиграция приведет к экономическому разорению. Хоппе согласен с Ротбардом в том, что окончательным решением проблемы иммиграции должно стать упразднение правительства и приватизация всей собственности, включая дороги, по которым иммигранты въезжают в страну и передвигаются внутри нее. Это подразумевает, что каждый иммигрант будет принят желающим владельцем собственности, что сделает принудительную интеграцию невозможной. Относительно анархо-капиталистической модели Хоппе говорит следующее.
«Очевидно, что при таком сценарии не существует такого понятия, как свобода иммиграции. Скорее, существует свобода многих независимых частных собственников принимать или исключать других из своей собственности в соответствии с их собственными неограниченными или ограниченными правами собственности […] Будет столько иммиграции или неиммиграции, инклюзивности или эксклюзивности, десегрегации или сегрегации, недискриминации или дискриминации по расовым, этническим, языковым, религиозным, культурным или любым другим признакам, сколько позволят отдельные собственники или ассоциации отдельных собственников».
Даже если современная ситуация в демократических центральных государствах не приближается к анархо-капиталистическому идеалу, Хоппе считает, что все равно можно выступать за политику, более близкую к либертарианству. Он считает, что демократические правители должны проводить политику так, как если бы они лично владели территорией, на которой они правят. Это влечет за собой сильную дискриминацию по «навыкам, характеру и культурной совместимости», поскольку правители пытаются максимизировать ценность своей территории. Кроме того, как говорит Хоппе, эта модель подразумевает «требование, по мере необходимости, для получения статуса иностранца-резидента, так же как и для получения гражданства, личного поручительства со стороны гражданина-резидента и принятия им на себя ответственности за весь имущественный ущерб, причиненный иммигрантом».